# Ути Бъчваров
Петър (Ути) Петров Бъчваров е български актьор и телевизионен водещ.

## Биография
Петър Бъчваров, по - известен още като Ути Бъчваров, e роден на 1 март 1970 г. в София. Майка му, Галя Бъчварова, е директор на Телевизионния театър на Българската телевизия от момента на неговото създаване през 1960 г. до 1990 г., така че Ути е израснал в артистични среди. Неговият прадядо Стоян Бъчваров  е един от най-големите български актьори. Театърът във Варна носи неговото име.
През 1990 г. Ути Бъчваров е приет във ВИТИЗ „Кръстьо Сарафов“, където завършва театрална критика и кинорежисура. Докато е студент, той написва 150 статии за кино и театър, отпечатани в най-елитните български специализирани печатни издания, както и в масовите вестници, снима филми, участва в телевизионни предавания.
В продължение на 6 години е водещ на предаване за лов и риболов по Българско национално радио. Ловът е негова голяма страст и повод да обикаля света надлъж и шир.
През 1996 г. започва първото по рода си кулинарно предаване в телевизионния ефир на България, по БНТ, наречено „Вкусно“, като години по-късно го преименува на „Бързо, лесно, вкусно“. Предаването е без никаква конкуренция на медийния пазар.

## Телевизионен театър
- „Братът на Бай Ганя Балкански“ (мюзикъл, 1997)

## Филмография
- El Gringo (2012) – Tortuga[2]
- Пълен контакт (2009) – Зоран[3]
- Всичко от нула (1996)
- Вълкадин говори с Бога (1995) – ветеринарния лекар
- Козият рог (1994) – борец
- Честна мускетарска по Валери Петров (1994) – младият Портос
- Граница (1994) – Буцата
- Полицаи и престъпници (1993 – 1995), 3 серии – похитителят Кирил Илевски – Бидона (в „Трафик“)
- Вчера (1988)